# Liga A (pallavolo femminile)
La Liga A, massima divisione del campionato belga, è una competizione pallavolistica per squadre di club belghe femminili, organizzata con cadenza annuale dalla FRBV.

## Edizioni
| Anno             | Podio                | Podio               | Podio               |
| Campione         | Seconda              | Terza               |                     |
| ---------------- | -------------------- | ------------------- | ------------------- |
| 1950-51 Dettagli | Femina               | -                   | -                   |
| 1951-52 Dettagli | Brabo                | -                   | -                   |
| 1952-53 Dettagli | Brabo                | -                   | -                   |
| 1953-54 Dettagli | Brabo                | -                   | -                   |
| 1954-55 Dettagli | Spartacus            | -                   | -                   |
| 1955-56 Dettagli | Brabo                | -                   | -                   |
| 1956-57 Dettagli | Brabo                | -                   | -                   |
| 1957-58 Dettagli | Brabo                | -                   | -                   |
| 1958-59 Dettagli | Brabo                | -                   | -                   |
| 1959-60 Dettagli | Brabo                | -                   | -                   |
| 1960-61 Dettagli | Brabo                | -                   | -                   |
| 1961-62 Dettagli | Brabo                | -                   | -                   |
| 1962-63 Dettagli | CAPCI Ixelles        | -                   | -                   |
| 1963-64 Dettagli | VOG Oostende         | -                   | -                   |
| 1964-65 Dettagli | CAPCI Ixelles        | -                   | -                   |
| 1965-66 Dettagli | VOG Oostende         | -                   | -                   |
| 1966-67 Dettagli | VOG Oostende         | -                   | -                   |
| 1967-68 Dettagli | VOG Oostende         | -                   | -                   |
| 1968-69 Dettagli | VOG Oostende         | -                   | -                   |
| 1969-70 Dettagli | VOG Oostende         | -                   | -                   |
| 1970-71 Dettagli | Hermes Oostende      | -                   | -                   |
| 1971-72 Dettagli | Hermes Oostende      | -                   | -                   |
| 1972-73 Dettagli | Hermes Oostende      | -                   | -                   |
| 1973-74 Dettagli | Hermes Oostende      | -                   | -                   |
| 1974-75 Dettagli | Hermes Oostende      | -                   | -                   |
| 1975-76 Dettagli | Hermes Oostende      | -                   | -                   |
| 1976-77 Dettagli | Hermes Oostende      | -                   | -                   |
| 1977-78 Dettagli | Hermes Oostende      | -                   | -                   |
| 1978-79 Dettagli | Hermes Oostende      | -                   | -                   |
| 1979-80 Dettagli | Hermes Oostende      | -                   | -                   |
| 1980-81 Dettagli | SC Dilbeek-Itterbeek | -                   | -                   |
| 1981-82 Dettagli | VC Temse             | -                   | -                   |
| 1982-83 Dettagli | Hermes Oostende      | -                   | -                   |
| 1983-84 Dettagli | SC Dilbeek-Itterbeek | -                   | -                   |
| 1984-85 Dettagli | Hermes Oostende      | -                   | -                   |
| 1985-86 Dettagli | DECO Denderhoutem    | -                   | -                   |
| 1986-87 Dettagli | Hermes Oostende      | -                   | -                   |
| 1987-88 Dettagli | Herentals            | -                   | -                   |
| 1988-89 Dettagli | VC Temse             | -                   | -                   |
| 1989-90 Dettagli | Herentals            | -                   | -                   |
| 1990-91 Dettagli | Herentals            | -                   | -                   |
| 1991-92 Dettagli | Herentals            | -                   | -                   |
| 1992-93 Dettagli | Herentals            | -                   | -                   |
| 1993-94 Dettagli | Datovoc Tongeren     | -                   | -                   |
| 1994-95 Dettagli | Datovoc Tongeren     | -                   | -                   |
| 1995-96 Dettagli | Herentals            | -                   | -                   |
| 1996-97 Dettagli | Herentals            | -                   | -                   |
| 1997-98 Dettagli | Asteríx Kieldrecht   | -                   | -                   |
| 1998-99 Dettagli | Herentals            | -                   | -                   |
| 1999-00 Dettagli | Asteríx Kieldrecht   | -                   | -                   |
| 2000-01 Dettagli | Asteríx Kieldrecht   | -                   | -                   |
| 2001-02 Dettagli | Datovoc Tongeren     | -                   | -                   |
| 2002-03 Dettagli | Datovoc Tongeren     | -                   | -                   |
| 2003-04 Dettagli | Datovoc Tongeren     | -                   | -                   |
| 2004-05 Dettagli | Datovoc Tongeren     | -                   | -                   |
| 2005-06 Dettagli | Dauphines Charleroi  | -                   | -                   |
| 2006-07 Dettagli | Datovoc Tongeren     | -                   | -                   |
| 2007-08 Dettagli | Asteríx Kieldrecht   | -                   | -                   |
| 2008-09 Dettagli | Dauphines Charleroi  | Asteríx Kieldrecht  | VDK Gent            |
| 2009-10 Dettagli | Asteríx Kieldrecht   | VDK Gent            | -                   |
| 2010-11 Dettagli | Asteríx Kieldrecht   | VDK Gent            | Hermes Oostende     |
| 2011-12 Dettagli | Asteríx Kieldrecht   | VDK Gent            | Dauphines Charleroi |
| 2012-13 Dettagli | VDK Gent             | Asteríx Kieldrecht  | Dauphines Charleroi |
| 2013-14 Dettagli | Asteríx Kieldrecht   | Dauphines Charleroi | VDK Gent            |
| 2014-15 Dettagli | Asteríx Kieldrecht   | Dauphines Charleroi | -                   |
| 2015-16 Dettagli | Asteríx Kieldrecht   | VDK Gent            | -                   |
| 2016-17 Dettagli | Asterix Avo          | Oudegem             | Hermes Oostende     |
| 2017-18 Dettagli | Asterix Avo          | Oudegem             | -                   |
| 2018-19 Dettagli | Asterix Avo          | Hermes Oostende     | -                   |
| 2019-20 Dettagli | Non assegnata        | Non assegnata       | Non assegnata       |
| 2020-21 Dettagli | Asterix Avo          | Limburg             | -                   |
| 2021-22 Dettagli | VDK Gent             | Limburg             | Asterix Avo         |
| 2022-23 Dettagli | Asterix Avo          | VDK Gent            | Oudegem             |
| 2023-24 Dettagli | Asterix Avo          | Tchalou             | -                   |
| 2024-25 Dettagli | Asterix Avo          | Bevo Roeselare      | -                   |

## Palmarès
| Squadra              | Titolo | Edizione |
| -------------------- | ------ | --- |
| Asterix Avo          | 17     | 1997-98, 1999-00, 2000-01, 2007-08, 2009-10, 2010-11, 2011-12, 2013-14, 2014-15, 2015-16, 2016-17, 2017-18, 2018-19, 2020-21, 2022-23, 2023-24, 2024-25 |
| Hermes Oostende      | 13     | 1970-71, 1971-72, 1972-73, 1973-74, 1974-75, 1975-76, 1976-77, 1977-78, 1978-79, 1979-80, 1982-83, 1984-85, 1986-87                                     |
| Brabo                | 10     | 1951-52, 1952-53, 1953-54, 1955-56, 1956-17, 1957-58, 1958-59, 1959-60, 1960-61, 1961-62                                                                |
| Herentals            | 8      | 1987-88, 1989-90, 1990-91, 1991-92, 1992-93, 1995-96, 1996-97, 1998-99                                                                                  |
| Datovoc Tongeren     | 7      | 1993-94, 1994-95, 2001-02, 2002-03, 2003-04, 2004-05, 2006-07                                                                                           |
| VOG Oostende         | 6      | 1963-64, 1965-66, 1966-67, 1967-68, 1968-69, 1969-70 |
| CAPCI Ixelles        | 2      | 1962-63, 1964-65 |
| SC Dilbeek-Itterbeek | 2      | 1980-81, 1983-84 |
| VC Temse             | 2      | 1981-82, 1988-89 |
| Charleroi            | 2      | 2005-06, 2008-09 |
| VDK Gent             | 2      | 2012-13, 2021-22 |
| Femina               | 1      | 1950-51 |
| Spartacus            | 1      | 1954-55 |
| DECO Denderhoutem    | 1      | 1985-86 |